# Файрушин, Иван Сергеевич
Иван Сергеевич Файрушин (15 ноября 1950, Бахтыбаево, Башкирская АССР — 4 июля 2006, Уфа) — график, Член Союза художников (1996), участник республиканских, зональных, региональной, всероссийских и международных выставок; дипломант Московской международной книжной выставки‑ярмарки (1981), всероссийских конкурсов «Искусство книги» (1987), миниатюрных книг (1991)..

## Биография
Файрушин Иван Сергеевич родился 15 ноября 1950 года в деревне Бахтыбаево Бирского района БАССР.
В 1980 году успешно окончил факультет художественно-технического оформления печатной продукции Московского полиграфического института. Начал работать художественным редактором издательства «Китап».
С 1993 года работал в Уфимском издательстве «Восток».
В 1994—1995 годах был художником детского журнала «Светлячок».
В 1998—2006 годах работал художником журнала «Бельские просторы».
Файрушин Иван Сергеевич работал преимущественно в области книжной графики.
Оформил книги: С. Аксакова «Сто рассказов из русской истории» (1980), Г. З. Рамазанова «Байраҡ хаҡында поэма» (1987, «Сказание о знамени»), сборник стихов «Сәләм һиңә, Башҡортостан» (1983, «Привет тебе, Башкортостан»), «Сказки народов Башкортостана» (1993), И. М. Гвоздиковой «Салават Юлаев. Исследование документальных источников» (1992) и «Башкортостан накануне и в годы Крестьянской войны под предводительством Е. И. Пугачёва» (1999), фотоальбом «Мустай Карим. Жизнь и творчество» (2000).
Файрушин Иван Сергеевич умер 4 июля 2006 года в Уфе, похоронен в родной деревне.
За годы работы сотрудничал с издательствами «Башкортостан», «Слово» и другими. Участвовал на всесоюзных и международных выставках. Работы Файрушина хранятся в коллекциях Башкирского государственного художественного музея имени М. В. Нестерова, Национального музея Республики Марий Эл имени Т.Евсеева (Йошкар-Ола), в частных коллекциях в России.